# 我的废墟生活
《我的废墟生活》（英語：My Life in Ruins）是一部发生在古希腊废墟中的浪漫喜剧，由妮雅·瓦達蘿絲、李察·德雷福斯、Alexis Georgoulis、Rachel Dratch、哈蘭·威廉斯和Alistair McGowan主演。影片讲述的是一个导游的生活出现不如意的事情，而她的旅行团又意外陷入了废墟中，沿途发生了一系列意想不到的事情。该片于2009年6月5日在美国上映，2009年5月7日在希腊上映。

## 演员
- 妮雅·瓦達蘿絲 饰演 Georgia Ianakopolis
- 李察·德雷福斯 饰演 Irv Gideon
- Alexis Georgoulis 饰演 Poupi Kakas
- Alistair McGowan 饰演 Nico
- 哈蘭·威廉斯 饰演 Big Al Sawchuck
- Rachel Dratch 饰演 Kim Sawchuck
- Caroline Goodall 饰演 Dr. Elizabeth Tullen
- Ian Ogilvy 饰演 Mr. Stewart Tullen
- Sophie Stuckey 饰演 Caitlin Tullen
- María Botto 饰演 Lala
- María Adánez 饰演 Lena
- Brian Palermo 饰演 Marc Mallard
- Jareb Dauplaise 饰演 Gator
- Simon Gleeson 饰演 Ken
- Natalie O'Donnell 饰演 Sue
- Sheila Bernette 饰演 Dorcas
- Ralph Nossek 饰演 Barnaby
- Bernice Stegers 饰演 Maria
- 麗塔·威爾遜 饰演 Elinor
- Ian Gomez 饰演 Hotel Clerk (as Ian Gómez)